# Pégase (1975)
Pour les articles homonymes, voir Pégase (homonymie).
Pégase est un navire de la Marine française utilisé pour tester les torpilles. Construit en 1975, il est la propriété de DCNS et est basé à Saint-Tropez.